# I'm a Flirt
I'm a Flirt é uma canção do rapper americano Bow Wow com partipação de R. Kelly. Um remix foi feito por R. Kelly no mesmo ano (2007), com a partipação de T.I. e T-Pain. A versão de Bow Wow aparece como faixa bônus no álbum The Price of Fame. Já o remix de Kelly está presente em Double Up.